# زرشک لایدیوو
زرشک لایدیوو (نام علمی: Berberis laidivo) نام یک گونه از سرده زرشک است.